# Resident Evil (serie di film)

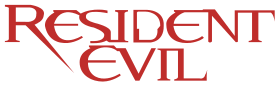
Logo della serie originale

Resident Evil è una serie di film horror e d'azione diretta da Paul W. S. Anderson e liberamente ispirata ai videogiochi survival horror giapponese Resident Evil della Capcom, avente come protagonista Alice - personaggio creato per i film e interpretato da Milla Jovovich - che combatte contro gli zombi creati dalle armi batteriologiche della Umbrella Corporation.
La saga di Resident Evil conta attualmente sette film, usciti tra il 2002 e il 2021 (tra cui cinque sequel del primo film e un reboot).
Con un incasso oltre 1,2 miliardi di dollari è stata la serie cinematografica basata su un videogioco e quella sugli zombi col maggior guadagno, inoltre detiene il record per il maggior numero di adattamenti cinematografici live-action di un videogioco.

## Film
| Film                                   | Data di uscita    | Regia               | Sceneggiatura       | Produttori                                                                       |                 |                 |                 |
| Serie originale                        | Serie originale   | Serie originale     | Serie originale     | Serie originale                                                                  | Serie originale | Serie originale | Serie originale |
| -------------------------------------- | ----------------- | ------------------- | ------------------- | -------------------------------------------------------------------------------- | --------------- | --------------- | --------------- |
| Resident Evil                          | 15 marzo 2002     | Paul W. S. Anderson | Paul W. S. Anderson | Paul W. S. Anderson, Bernd Eichinger, Samuel Hadida e Jeremy Bolt                |                 |                 |                 |
| Resident Evil: Apocalypse              | 10 settembre 2004 | Alexander Witt      | Paul W. S. Anderson | Paul W. S. Anderson, Jeremy Bolt e Don Carmody                                   |                 |                 |                 |
| Resident Evil: Extinction              | 21 settembre 2007 | Russell Mulcahy     | Paul W. S. Anderson | Paul W. S. Anderson, Bernd Eichinger, Samuel Hadida, Robert Kulzer e Jeremy Bolt |                 |                 |                 |
| Resident Evil: Afterlife               | 10 settembre 2010 | Paul W. S. Anderson | Paul W. S. Anderson | Paul W. S. Anderson, Jeremy Bolt, Robert Kulzer, Don Carmody e Samuel Hadida     |                 |                 |                 |
| Resident Evil: Retribution             | 14 settembre 2012 | Paul W. S. Anderson | Paul W. S. Anderson | Paul W. S. Anderson, Jeremy Bolt, Robert Kulzer, Don Carmody e Samuel Hadida     |                 |                 |                 |
| Resident Evil: The Final Chapter       | 23 dicembre 2016  | Paul W. S. Anderson | Paul W. S. Anderson | Paul W. S. Anderson, Jeremy Bolt, Robert Kulzer e Samuel Hadida                  |                 |                 |                 |
| Serie reboot                           |                   |                     |                     |                                                                                  |                 |                 |                 |
| Resident Evil: Welcome to Raccoon City | 24 novembre 2021  | Johannes Roberts    | Johannes Roberts    | James Harris, Hartley Gorenstein e Robert Kulzer                                 |                 |                 |                 |

### Serie originale
Nel gennaio 1997 lo studio tedesco Constantin Film acquistò l'adattamento per la saga di film e, nel 2001, la compagnia statunitense Screen Gems acquistò i diritti di distribuzione e, sebbene inizialmente pensò di assumere come regista e sceneggiatore George A. Romero, alla fine optò per Paul W. S. Anderson che è stato sceneggiatore e co-produttore di tutta la saga originale nonché regista del primo, quarto, quinto e sesto film, mentre Alexander Witt è stato regista del secondo e Russell Mulcahy del terzo film.
Il primo film, Resident Evil, del 2002, sebbene sia stato girato per lo più in Germania tra il 5 marzo e il 19 maggio 2001, è una co-produzione inglese, tedesca, francese e statunitense ed è costato 33 000 000 di dollari con un incasso mondiale di 103 000 000 di dollari, il primo sequel, Resident Evil: Apocalypse, uscito nel 2004, è stato girato per lo più a Toronto (Canada) tra il 6 agosto e il 10 ottobre 2003, e ha incassato in tutto il mondo 129 300 000 di dollari con un costo di 45 000 000 di dollari, Resident Evil: Extinction del 2007 è stato girato per lo più in Messico tra il 17 maggio e il 22 agosto 2006, è costato 45 000 000 di dollari e ha incassato mondialmente 150 000 000 di dollari, il terzo sequel, Resident Evil: Afterlife, uscito nel 2010, è stato girato tra il 29 settembre e il dicembre 2009 ed ha incassato in tutto il mondo 300 200 000 di dollari. Con un costo di soli 60 000 000 di dollari, Resident Evil: Retribution, uscito nel 2012, è stato girato tra il 10 ottobre e il 23 dicembre 2011, è costato 65 000 000 di dollari e ha incassato in tutto il mondo 240 200 000 di dollari, Resident Evil: Retribution, uscito nel 2012, è stato girato tra il 10 ottobre e il 23 dicembre 2011, è costato 65 000 000 di dollari con un incasso mondiale di 240 200 000 di dollari e ha ricevuto una candidatura ai Razzie Awards 2012 come peggior attrice protagonista per Milla Jovovich, il quinto e ultimo sequel, Resident Evil: The Final Chapter, del 2015, è stato girato tra il 18 settembre e il 9 dicembre 2015 - le riprese dovevano avvenire nel 2013, ma furono posticipate dopo l'annuncio della gravidanza di Milla Jovovich - a Città del Capo (Sudafrica), è costato 40 000 000 di dollari con un incasso mondiale di 312 200 000 di dollari e, inoltre, è noto per gli incidenti sul set: la controfigura di Milla Jovovich è rimasta gravemente ferita e ha subito l'amputazione di un braccio mentre un altro stuntman è rimasto ucciso da un'automobile.

#### Resident Evil
2002, Raccoon City. Mentre qualcuno, all'interno di un laboratorio dell'Alveare della potente casa farmaceutica Umbrella Corporation e gestito dall'intelligenza artificiale Regina Rossa, ruba delle fiale lasciandone però cadere una in terra in modo che si rompa, Alice si risveglia senza memoria in una misteriosa villa isolata. L'improvviso arrivo alla Villa" di soldati della Umbrella Corporation, le fa scoprire che lei fa parte della sicurezza di quello che è l'accesso segreto all'Alveare. Dopo l'arrivo di un poliziotto, Matt Addison, e il ritrovamento di un uomo, Spence Parks, sul treno che conduce ai laboratori, il gruppo scopre che la Regina Rossa, in seguito al rilascio nell'aria dell'arma batteriologica virus T, ha attuato un protocollo di sicurezza nell'Alveare arrivando a uccidere di chiunque fosse al suo interno e facendo svenire e perder la memoria a chi era nei paraggi, come Alice e Parks. Durante la loro discesa nei laboratori dell'Alveare, il gruppo viene attaccato e decimato da coloro che sono stati uccisi dalla Regina Rossa e che, poi, sono stati riportati in vita dal virus T (tecnici di laboratorio, cani ecc.) nonché da temibili creature, i Licker. Col passare del tempo, sia Alice che Parks recuperano la memoria e, mentre la prima ricorda di essersi messa d'accordo con la sorella dell'agente Matt Addison, che in realtà è un attivista e giornalista, per smascherare l'azienda, il secondo ricorda di esser stato lui a rubare e poi liberare il virus T nell'aria perché voleva rivenderlo. È così che Parks blocca i superstiti Alice, Matt e l'agente Rain Ocampo - che è infetta - in un laboratorio per poi fuggire ma, prima di riuscirci, viene ucciso da un Licker, torna in vita e inizia a mutare così Alice, liberata con gli altri dall'agente Chad Kaplan, che è sopravvissuto, lo uccide definitivamente. Alice, Matt, Chad e Rain - a cui è stato somministrato l'antidoto - salgono sul treno per tornare alla villa ma, dopo che Rain, troppo compromessa, si trasforma in zombie così Alice la deve uccidere, vengono attaccati dal Licker che uccide Chad e ferisce Matt prima di venir ucciso da Alice. Arrivati alla villa Alice e Matt vengono catturati da degli uomini con tute protettive e separati giacché è evidente che Matt sta mutando e quindi viene assegnato al "Programma Nemesis".
24 settembre 2002, Raccoon City. Alice si risveglia in un laboratorio deserto, esce e trova una città completamente devastata dall'epidemia zombi sfuggita all'Alveare.

#### Resident Evil: Apocalypse
24 settembre 2002, Raccoon City. Risvegliatasi e scappata Alice scopre che il virus T si è diffuso nella città trasformando la popolazione in zombi così si unisce a un gruppo di sopravvissuti, tra cui l'agente Jill Valentine e il soldato Carlos Oliveira. Quando poi la Umbrella Corporation libera Nemesis - una bioarma creata mescolando DNA umano al virus T - che però si rivela essere Matt Addison mutato, anche Alice scopre di aver subito modifiche genetiche che le hanno conferito forza, velocità e resistenza sovrumane. Inoltre, scoperto dal dott. Charles Asfhord - che li segue con le telecamere per trovare sua figlia Angela, rimasta coinvolta in un incidente stradale e, quindi, abbandonata dagli agenti della Umbrella per cui l'uomo lavora - che l'azienda, visto che la quarantena sta fallendo, distruggerà la città all'alba con un ordigno nucleare fingendo poi un guasto alla centrale nucleare. È così che, aiutati dallo scienziato dopo che hanno ritrovato Angela, il gruppo si dirige verso un elicottero ma si trova davanti Nemesis a cui, però, Alice, alla fine, riesce a far ricordare di essere Matt e così, l'essere li aiuta a fuggire prima che la Umbrella faccia esplodere la città.

#### Resident Evil: Extinction
2005. Il virus T ha ormai distrutto gran parte del pianeta, trasformandolo in un deserto post-apocalittico. Alice incontra una carovana di sopravvissuti guidata da Claire Redfield e Carlos Oliveira con cui, sperando che sia una zona non contaminata, decide di andare in Alaska usando gli elicotteri in una base della Umbrella Corporation - Carlos, infetto, si sacrifica per creare un diversivo. Mentre gli altri spiccare il volo verso il nord, Alice si addentra nei laboratori e incontra la Regina Bianca (versione 2.0 della Regina Rossa) che le rivela che il lei, in quanto portatrice sana del virus T, è la chiave per sconfiggere l'infezione e che quindi è stata ripetutamente ma inefficacemente clonata dalla Umbrella e che, mentre stava conducendo esperimenti per creare zombi più intelligenti, il capo scienziato dott. Alexander Isaacs ha perso la testa e si è infettato la nuova versione del virus T trasformandosi in un mutante potentissimo - il Tyrant - e che ormai è fuori controllo; è così che Alice affronta il Tyrant e lo uccide.
2005, Tokyo. Mentre Albert Wesker, presidente della Umbrella Corporation, è in videoriunione con i dirigenti delle varie filiali, compare Alice in ologramma che giura che si vendicherà e che andrà a trovarlo "con alcuni amici" - centinaia di suoi cloni.

#### Resident Evil: Afterlife
2006. Alice va a Tokyo coi suoi cloni, decisa a distruggere la Umbrella Corporation, ma Albert Wesker la inganna, le inietta un siero che le toglie i poteri sovrumani e tenta di ucciderla. Sopravvissuta, Alice va in Alaska e dopo aver liberato Claire Redfield da un condizionatore della Umbrella scoprire che neanche quel luogo è sicuro. È così che Alice e Claire si dirigono a Los Angeles e, finite con altri superstiti, tra cui Chris Redfield, fratello di Claire, in una prigione circondata da zombie, cercano di raggiungere la nave "Arcadia" che dovrebbe essere l'ultimo rifugio sicuro. Purtroppo, però, una volta saliti a bordo, Alice, Claire e Chris scoprono che, in realtà, la nave è un centro di ricerca della Umbrella su si svolgono esperimenti sugli ignari sopravvissuti che la raggiungono. Qui, dopo aver catturato Claire e Chris, Wesker - che si è infettato con lo stadio finale del virus T (lo stesso che rese lei superumana) ma che in lui è instabile e quindi deve nutrirsi di DNA umano - incontra Alice e, non riuscendo a sconfiggerla, fugge su un mezzo a cui però Alice ha applicato una bomba. Mentre Alice libera Claire e Chris, uno stormo di aerei della Umbrella agli ordini di una Jill Valentine soggiogata da un dispositivo condizionatore si avvicina alla nave.

#### Resident Evil: Retribution
2006. Alice viene catturata da Jill Valentine e imprigionata in una base sottomarina della Umbrella Corporation in Kamčatka dove sono state ricreate diverse città infette dal virus T al fine di simulare gli effetti delle armi biologiche. Alice, stranamente aiutata da Albert Wesker ma anche da Ada Wong e da un gruppo capitanato da Leon Scott "S." Kennedy, attraversa queste simulazioni (New York, Mosca, ecc.), affronta cloni e creature letali e, alla fine, riesce a raggiungere la Casa Bianca a Washington dove si preparano per un'ultima battaglia.

#### Resident Evil: The Final Chapter
Anni '80. Dato che la figlia Alicia è affetta da progeria, il dott. James Marcus, cofondatore della Umbrella Corporation che ha voluto che l'intelligenza artificiale che gestisce le sue strutture - la Regina Rossa - sia modellata sull'aspetto della bimba, al fine di curarla, sviluppa il virus T che, miracolosamente, restituisce alla bimba una vita normale. Il virus T però ha due gravi effetti collaterali: rende pazzi i vivi e resuscita i morti. Dati questi effetti collaterali, James decise di occultare il virus ma l'altro cofondatore, il dott. Alexander Isaacs, lo uccide.
2007. Scoperto che la Umbrella Corporation aveva pianificato la fuga del virus T e, quindi, l'apocalisse zombi per ripulire il mondo e governare sui pochi sopravvissuti, Alice torna a Raccoon City dove trova alcuni amici, come Claire Redfield, e si scontra con vecchi nemici, come il dott. Alexander Isaacs e Albert Wesker, redivivi e intenzionati a proteggere l'organizzazione a ogni costo (quelli morti in precedenza erano solo dei loro cloni). In seguito, entrata nell'Alveare, Alice scopre la verità sulla sua origine: è sempre stata un clone modificato di Alicia Marcus creato dalla Umbrella per fermare la sua controparte umana ormai anziana e invalida. Improvvisamente, poiché coproprietaria dell'azienda, Alicia Marcus licenzia Wesker liberando la Regina Rossa dai suoi obblighi di proteggerlo e permettendo così ad Alice e Claire di uccidere lui e Isaac e poi chiede ad Alice di completare la missione anche se così anche lei morirà. È così che Alice libera l'antivirus che uccide istantaneamente tutti gli infetti circostanti e poi si accascia priva di sensi mentre l'Alveare esplode. Poco dopo, però, Alice si risveglia tra le braccia di Claire e la Regina Rossa, dopo averle mostrato immagini di un'infanzia mai avuta, le spiega che l'antidoto ha neutralizzato solo le sue cellule infette facendola tornare un normalissimo essere umano. Nonostante ciò, dato che l'antivirus liberato impiegherà tempo ad espandersi per tutto il mondo, Alice decide di continuare la sua lotta contro gli zombi rimasti.

### Serie reboot
Il film, scritto e diretto da Johannes Roberts e uscito nel 2021, si distingue notevolmente dalla saga cinematografica diretta da Paul W. S. Anderson giacché è ambientato solo a Raccoon City, ha come protagonisti solo i personaggi principali del videogioco - e non Alice - e conta su una forte componente horror - contrariamente a quanto visto nei precedenti capitoli più incentrati sull'azione, inoltre prende spunto dal primo e secondo capitolo dei videogiochi.
Gli impegni di Roberts col film 47 Meters Down: Uncaged hanno posticipato l'inizio delle riprese al 17 ottobre 2020 ed ebbero luogo a Greater Sudbury (Canada). Il film ha incassato a livello mondiale 42 000 000 di dollari.

#### Resident Evil: Welcome to Raccoon City
1998, Raccoon City. Durante l'epidemia di virus T, gli agenti delle unità di sicurezza speciale S.T.A.R.S. e alcuni locali, tra cui Claire Redfield, Chris Redfield, Jill Valentine e Leon S. Kennedy, mentre cercano di sopravvivere alle orde di zombi e di Licker, scoprono i segreti dalla Umbrella Corporation - tra cui i laboratori sotto Villa Spencer e la sua responsabilità nella creazione del virus - e trovano un modo per distruggere i laboratori della Umbrella e fermare l'epidemia.

## Cast

### Serie originale
- Resident Evil
  - Milla Jovovich: Alice
  - Michelle Rodriguez: Rain Ocampo
  - Eric Mabius: Matt Addison
  - James Purefoy: Spence Parks
  - Martin Crewes: Chad Kaplan
  - Michaela Dicker: Regina Rossa
  - Colin Salmon: James "One" Shade
  - Heike Makatsch: Lisa Addison
  - Pasquale Aleardi: J.D. Salinas
  - Liz May Brice: dott.ssa Olga Danilova
  - Jason Isaacs: dott. Alexander Isaacs, narratore
- Resident Evil: Apocalypse
  - Milla Jovovich: Alice
  - Sienna Guillory: Jill Valentine
  - Oded Fehr: Carlos Olivera
  - Iain Glen: dott. Alexander Isaacs
  - Matthew G. Taylor: Nemesis
  - Thomas Kretschmann: maggiore Timothy Cain
  - Sophie Vavasseur: Angela Ashford
  - Jared Harris: dott. Charles Ashford
  - Sandrine Holt: Terri Morales
  - Mike Epps: L.J.
  - Zack Ward: Nicholai Sokolov
- Resident Evil: Extinction
  - Milla Jovovich: Alice
  - Ali Larter: Claire Redfield
  - Oded Fehr: Carlos Olivera
  - Iain Glen: dott. Alexander Isaacs / Tyrant
  - Jason O'Mara: Albert Wesker
  - Mike Epps: L.J.
  - Madeline Carroll: Regina Bianca
- Resident Evil: Afterlife
  - Milla Jovovich: Alice
  - Ali Larter: Claire Redfield
  - Wentworth Miller: Chris Redfield
  - Shawn Roberts: Albert Wesker
  - Boris Kodjoe: Luther West
  - Sienna Guillory: Jill Valentine
- Resident Evil: Retribution
  - Milla Jovovich: Alice
  - Li Bingbing: Ada Wong
  - Johann Urb: Leon S. Kennedy
  - Sienna Guillory: Jill Valentine
  - Shawn Roberts: Albert Wesker
  - Kevin Durand: Barry Burton
  - Michelle Rodriguez: Rain Ocampo
  - Boris Kodjoe: Luther West
  - Oded Fehr: Tod / Carlos Olivera
  - Megan Charpentier Regina Rossa
- Resident Evil: The Final Chapter
  - Milla Jovovich: Alice / Alicia Marcus
  - Ali Larter: Claire Redfield
  - Iain Glen: dott. Alexander Isaacs
  - Shawn Roberts: Albert Wesker
  - Ever Anderson: Alicia da piccola / Regina Rossa

### Serie reboot
- Resident Evil: Welcome to Raccoon City
  - Kaya Scodelario: Claire Redfield
  - Hannah John-Kamen: Jill Valentine
  - Robbie Amell: Chris Redfield
  - Tom Hopper: Albert Wesker
  - Avan Jogia: Leon S. Kennedy
  - Lily Gao: Ada Wong
  - Neal McDonough: William Birkin
  - Donal Logue: Brian Irons
  - Dylan Taylor: Kevin Dooley

## Accoglienza

### Incassi
| Film                             | Data d'uscita     | Data d'uscita     | Botteghino    | Botteghino      | Botteghino      | Incasso di tutti i tempi | Incasso di tutti i tempi | Budget        | Ref           |
| Film                             | Stati Uniti       | Altri territori   | Stati Uniti   | Altri territori | Mondiale        | Stati Uniti              | Mondiale                 | Budget        | Ref           |
| -------------------------------- | ----------------- | ----------------- | ------------- | --------------- | --------------- | ------------------------ | ------------------------ | ------------- | ------------- |
| Resident Evil                    | 15 marzo 2002     | 21 marzo 2002     | 40 119 709 $  | 63 667 692 $    | 103 787 401 $   | 1,938                    |                          | 33 000 000 $  | [ 15 ] [ 16 ] |
| Resident Evil: Apocalypse        | 10 settembre 2004 | 11 settembre 2004 | 51 201 453 $  | 78 141 316 $    | 129 342 769 $   | 1,532                    |                          | 45 000 000 $  | [ 17 ]        |
| Resident Evil: Extinction        | 21 settembre 2007 | 19 settembre 2007 | 50 648 679 $  | 99 222 424 $    | 149 871 103 $   | 1,555                    |                          | 45 000 000 $  | [ 18 ] [ 19 ] |
| Resident Evil: Afterlife         | 10 settembre 2010 | 9 settembre 2010  | 60 128 566 $  | 240 099 518 $   | 300 228 084 $   | 1,262                    | 393                      | 60 000 000 $  | [ 20 ]        |
| Resident Evil: Retribution       | 14 settembre 2012 | 12 settembre 2012 | 42 345 531 $  | 198 302 098 $   | 240 647 629 $   | 1,841                    | 530                      | 65 000 000 $  | [ 21 ] [ 22 ] |
| Resident Evil: The Final Chapter | 27 gennaio 2017   | 23 dicembre 2016  | 26 844 962 $  | 287 256 498 $   | 314 101 190 $   | 2,698                    | 375                      | 40 000 000 $  | [ 23 ] [ 24 ] |
| Totale                           | Totale            | Totale            | 271 288 900 $ | 966 689 546 $   | 1 237 978 176 $ |                          |                          | 288 000 000 $ | [ 25 ]        |

## Altri media

### Animazione
| Resident Evil 4D: Executer         | 27 ottobre 2000 | Koichi Ohata       | Daisuke Okamoto | Kenji Yoshida e Naoki Miyachi     |
| Resident Evil: Degeneration        | 17 ottobre 2008 | Makoto Kamiya      | Shotaro Suga    | Hiroyuki Kobayashi                |
| Resident Evil: Damnation           | 27 ottobre 2012 | Makoto Kamiya      | Shotaro Suga    | Hiroyuki Kobayashi                |
| Resident Evil: Vendetta            | 27 maggio 2017  | Takanori Tsujimoto | Makoto Fukami   | Hiroyasu Shinohara                |
| Resident Evil: L'isola della morte | 7 luglio 2023   | Eiichirō Hasumi    | Makoto Fukami   | Hiroyasu Shinohara e Kei Miyamoto |

#### Resident Evil 4D: Executer
È un breve film in computer grafica della durata di circa 20 minuti. La storia segue un gruppo di soldati della Umbrella Corporation inviati in una zona di quarantena per una missione di recupero. La squadra, guidata dal comandante Claus, deve trovare la dott.ssa Cameron, scienziata della Umbrella Corporation che stava lavorando a un progetto segreto legato al virus T. Durante la missione, i soldati si scontrano con zombie e altre creature infette, scoprendo che la dottoressa è stata infettata e trasformata in un mutante. La squadra cerca di sopravvivere e completare la missione, ma la maggior parte dei soldati viene uccisa. Il film esplora l'aspetto della lotta contro le armi biologiche della Umbrella Corporation dal punto di vista di personaggi secondari e sottolinea l’orrore che si cela dietro gli esperimenti della compagnia.

#### Resident Evil: Degeneration
Sette anni dopo gli eventi di Raccoon City, un attacco bioterroristico si verifica all'aeroporto di Harvardville, dove una versione del virus T viene rilasciata, trasformando molti passeggeri in zombi. Claire Redfield, che lavora per l'organizzazione umanitaria TerraSave, è presente all'aeroporto durante l'attacco e si unisce a Leon S. Kennedy, un agente governativo. I due scoprono che l'attacco è parte di una cospirazione più grande orchestrata da un uomo d’affari e un ex scienziato della Umbrella Corporation che vuole vendicarsi per gli eventi passati. Leon e Claire riescono a contenere l’epidemia e impedire la diffusione del virus, sventando i piani di bioterrorismo.

#### Resident Evil: Damnation
Leon S. Kennedy viene inviato in un paese dell'Europa dell'Est devastato dalla guerra civile, dove si sospetta l'uso di armi bio-organiche (B.O.W.) in battaglia. Durante la missione, Leon scopre che sia il governo locale che i ribelli stanno usando i Licker e altre creature infette per vincere la guerra. Inoltre, Leon si trova faccia a faccia con Ada Wong, una misteriosa spia con cui ha avuto una storia complessa in passato. Con l’aiuto di alcuni ribelli, Leon riesce a fermare l'uso delle B.O.W. e a distruggere i laboratori locali. La storia esplora l’espansione dell’uso delle B.O.W. come armi di distruzione di massa.

#### Resident Evil: Vendetta
Chris Redfield, ora membro della B.S.A.A., scopre che il mercante d'armi Glenn Arias sta pianificando di diffondere un virus per vendicarsi degli Stati Uniti, responsabili della morte della sua famiglia. Chris collabora con Leon S. Kennedy e Rebecca Chambers, esperta di virus e membro della B.S.A.A., per fermare Arias. Il gruppo si ritrova a fronteggiare zombi avanzati e creature infette che possono obbedire agli ordini di Arias. Durante lo scontro finale in una villa abbandonata, Leon, Chris e Rebecca riescono a fermare Arias e il suo esercito di zombie. La storia unisce azione e tensione, esplorando il potenziale distruttivo delle armi biologiche avanzate.

#### Resident Evil: L'isola della morte
Ambientato dopo gli eventi di Resident Evil: Vendetta, i protagonisti si trovano nuovamente ad affrontare una minaccia bioterroristica. Jill Valentine, Leon S. Kennedy, Chris Redfield, Claire Redfield e Rebecca Chambers si ritrovano a San Francisco, dove si sta diffondendo una nuova variante del virus T. Dopo una serie di indagini, scoprono che il centro delle attività bioterroristiche è Alcatraz, l'isola-prigione abbandonata. I protagonisti affrontano zombie, mutanti e creature marine infette dal virus, tutti controllati da un nuovo antagonista che usa Alcatraz come base per i suoi esperimenti. In una battaglia finale sull'isola, i protagonisti uniscono le forze per fermare la minaccia e distruggere i laboratori, prevenendo così un'ulteriore diffusione del virus.

### Serie TV
| Resident Evil: Infinite Darkness | 8 luglio 2021  | Eiichiro Hasumi | Netflix |
| Resident Evil                    | 14 luglio 2022 | Andrew Dabb     | Netflix |

#### Resident Evil: Infinite Darkness
È una serie animata divisa in quattro episodi (ma spesso considerata un film a sé stante). La trama si svolge dopo gli eventi di Resident Evil 4 e vede Leon S. Kennedy indagare su un attacco hacker al Pentagono che sembra coinvolgere un virus simile al virus T. Leon si ritrova a collaborare con Claire Redfield, che sta investigando sui casi di zombi in un villaggio asiatico. I due scoprono una cospirazione legata a un'operazione segreta del governo statunitense e una potenziale nuova guerra biochimica. Dopo vari scontri, Leon e Claire riescono a sventare la minaccia, mettendo in luce i pericoli e le ambiguità etiche dell’uso di armi biologiche da parte delle nazioni.

#### Resident Evil
Serie TV live-action prodotta e distribuita da Netflix uscita nel 2022, presenta una storia completamente originale rispetto ai giochi e ai film, con una trama divisa su due linee temporali: una nel 2022 e l'altra nel 2036. Nel 2022 la trama segue le sorelle Jade e Billie Wesker, figlie del misterioso scienziato Albert Wesker, trasferitesi a New Raccoon City, una città controllata dalla Umbrella Corporation. Le sorelle scoprono oscuri segreti sulla Umbrella e sul virus T che il padre sta studiando. Gli esperimenti del virus iniziano a sfuggire di mano, portando a una catastrofe su scala globale. Questo filone esplora i primi segni della crisi e lo sviluppo della minaccia bioterroristica. Nella linea temporale del 2036 la società è stata devastata dal virus T e Jade è una delle poche sopravvissute, impegnata a cercare una cura e a sopravvivere alle orde di infetti. Durante i suoi viaggi, viene inseguita dai resti della Umbrella Corporation, che sta cercando di recuperare i segreti del virus e controllare i sopravvissuti. Questa parte della storia esplora il mondo postapocalittico creato dall’epidemia e i tentativi di Jade di combattere sia i mostri infetti che la Umbrella Corporation stessa. La serie esplora temi di conflitti familiari, ambiguità etiche e le conseguenze dell’uso irresponsabile della biotecnologia. Tuttavia, ha ricevuto recensioni miste per le differenze rispetto al materiale originale e per i cambiamenti fatti ai personaggi storici come Albert Wesker.